# 南国育ち
『南国育ち』（なんごくそだち）は、2004年5月にオリンピアから発売されたストックタイプで25パイの沖スロ。ただし、30パイも発売され、こちらはパネル違いが8ヴァリエーションある。略称「南国」もしくは「育ち」。保通協における型式名は「ナンゴクソダチ」または「ナンゴクソダチ-30」。

## 概要
オリンピアの沖スロと言えばパトロット（パトライト）ということで、当機にも搭載され、「チカ!」とライトが点灯したり、「キュイーン!」と音が鳴ったりすることでボーナスを告知する。そして沖スロには珍しくリプレイはずしがかなりの効果をもつ。
BIGでは3回目のJACゲーム、REGではそのJACゲームの8ゲームのうちでリール窓の左側にある蝶の絵（バタフライランプ）が点灯したら（シャラーンという効果音あり）、1G連が確定する（これを「蝶が飛ぶ」という）。またボーナス終了後1Gで告知されても「飛ぶ」。これは内部的には2つの1G連モードのどちらかに入っていることを意味し、2つのモードの間を行き来している間は蝶が飛び続ける。
1G連が7連（初回を含めて）に達すると、ボーナスゲームのBGMが『南国物語』のものに変化する。
通常時は4つのモードを行き来し、ボーナス放出ごとにモード移行の抽選をしているが、ボーナスの単発が続けば続くほど1G連モードに入る確率が高いモードに移行している場合が多いため、蝶が飛ぶ期待感が増していく。このことを「蝶が育つ」などという。また、設定6に関しては初当たりが速く1G連は3連までが多いという傾向があり（3連以上する事もある）、単発→3連→単発→3連…というパターンが多いのでわかりやすい。
2006年9月頃をもって検定期限が切れたために全国の遊技場から撤去された。なお『南国育ち』の撤去とほぼ時を同じくして、後継機種として5号機の『南国娘』が登場した。また、2008年には、5号機の規定の中で当機のゲーム性を再現した同名の機種も発売されている（ただし、保通協における型式名は異なる。南国育ち (5号機)参照。）。

## ボーナス放出条件
次の3つのいずれかを満たすとボーナスが放出され、次ゲーム以降に揃えることが可能となる。
1. 設定により異なる解除抽選に当選（毎ゲーム抽選が行われている）
2. 純ハズレ成立
3. 天井ゲーム数に到達（4つの通常モードのうち3つは996G、1つは6000G）

なお、通常は6000Gに達することがほぼないため、このモード滞在時は天井でのボーナス放出もほぼない。そのかわり、このモードで放出されるとその後1G連モードに入る確率が約60%（設定差なし）と高くなっている。
告知予定ゲームで小役フラグが成立すると告知が先送りされるため、小役が連続するほどボーナス放出の期待が高まる。またスタート音の遅れも搭載している。遅れが発生するとボーナス放出の抽選に当選（次ゲーム以降に告知が発生）の可能性がある。告知が発生しない場合でも、1G連モードに入る確率がもっとも低いモードに滞在している可能性が否定されるため、ボーナス放出後の1G連モード突入に期待が持てる。

## ボーナス出現確率
| 設定 | BIG確率 | REG確率 | 合成確率 | 出玉率 |
| ---- | ------- | ------- | -------- | ------ |
| 1    | 1/314   | 1/439   | 1/183    | 94.1%  |
| 2    | 1/300   | 1/421   | 1/175    | 96.4%  |
| 3    | 1/275   | 1/388   | 1/160    | 100.3% |
| 4    | 1/245   | 1/344   | 1/143    | 107.3% |
| 5    | 1/232   | 1/308   | 1/132    | 112.2% |
| 6    | 1/230   | 1/292   | 1/128    | 113.3% |

※各数値はメーカー発表値。

## ゲーム機
- オンラインゲームサイト『777town.net』にてプレイが可能である。
- 2009年12月24日、コムシードよりニンテンドーDS用ソフト『南国育ちDS』が発売。4号機と5号機の2バージョンを収録。

## 漫画
こむそう作画による4コマ漫画が『月刊ヤングマガジン』（講談社）にて連載、単行本1巻が刊行。作者が同誌で連載していた作品『南国ちゅーばっか!』の登場人物もゲスト出演している。作者の体調不良により無期限休載となる。以降、作者は闘病中であったが、2017年7月22日に逝去したため、未完かつ絶筆作品となった。その後2017年12月号より「南国育ちin沖縄〜恋のストーリー〜」（こばやしひよこ）と「南国育ち ビーチバレーガールズ」（保志レンジ）の2作品が連載開始された。